# Egotrip (groupe)
Pour les articles homonymes, voir Egotrip.
Egotrip est un groupe brésilien de pop rock, originaire de Rio de Janeiro, actif entre 1985 et 1989. Il connait un grand succès en 1987 avec les chansons Kamikaze et Viagem ao Fundo do Ego.

## Histoire
Le bassiste Arthur Maia - qui a travaillé avec des vétérans de la MPB tels que Gal Costa, Caetano Veloso, Roberto Carlos, Djavan et Milton Nascimento, forme Egotrip en 1985. Son premier album éponyme sort en 1987. La chanson Viagem ao Fundo do Ego connait un grand succès peu de temps après, étant incluse dans la bande sonore de la telenovela Mandala de Rede Globo. Un autre grand succès du groupe est la chanson Kamikaze, qui atteint le sommet de plusieurs stations de radio au Brésil à l'époque.
Egotrip ne dure cependant pas longtemps : le groupe se sépare après le décès du batteur Pedro Gil, le fils de Gilberto Gil, dans un accident de voiture en janvier 1990. 

## Discographie
- 1997 : Egotrip